# Men (film, 2022)
Pour les articles homonymes, voir MEN.
Pour plus de détails, voir Fiche technique et Distribution.
Men, ou Eux au Québec, est un drame de folk horror britannique écrit et réalisé par Alex Garland, sorti en 2022.
Il est présenté en séance spéciale à la Quinzaine des réalisateurs du Festival de Cannes 2022.

## Synopsis
Harper part se reposer dans une maison d'hôte en pleine campagne britannique. Elle fuit le souvenir traumatique de la mort de son mari, hantée par des images de leurs violentes disputes. Ne supportant qu'elle veuille divorcer, il l'a menacée de se suicider, mais elle ne sait pas en réalité s'il est tombé par accident ou s'il s'est jeté dans le vide.
Seule dans une immense maison, elle contacte parfois son amie Riley, lui parlant uniquement en appel vidéo. Elle pense pouvoir se reposer tranquillement dans un lieu idyllique, mais elle fait la rencontre de plusieurs hommes, qui, très différents les uns des autres (le propriétaire, un prêtre, un policier...) ont en fait le même visage.
Très vite, le ressourcement vire au séjour infernal. Sous différentes formes, un vagabond nu qui l'épie, un religieux qui la fait culpabiliser, un garçon qui l'insulte, des visages hostiles ou inquiétants, puis même des agressions, "les hommes" (Men) la poursuivent, comme les incarnations de ses hantises et de sa culpabilité.

## Fiche technique
Sauf indication contraire, les informations mentionnées dans cette section peuvent être confirmées par la base de données cinématographiques IMDb,  présente dans la section « Liens externes ».
- Titre original et francophone : Men
- Titre québécois : Eux
- Réalisation et scénario : Alex Garland
- Musique : Ben Salisbury (en) et Geoff Barrow
- Décors : Mark Digby
- Costumes : Lisa Duncan
- Photographie : Rob Hardy
- Montage : Jake Roberts
- Production : Andrew Macdonald et Allon Reich
  - Coproduction : Cahal Bannon
- Sociétés de production : DNA Films
- Sociétés de distribution : A24 Films (États-Unis), Metropolitan FilmExport (France)
- Pays de production :  Royaume-Uni
- Langue originale : anglais
- Format : couleur
- Genre : horreur, drame
- Durée : 100 minutes
- Dates de sortie[2] : 
  - États-Unis, Québec : 20 mai 2022[3]
  - France : 22 mai 2022 (Quinzaine des réalisateurs du Festival de Cannes 2022 - séance spéciale) ; 8 juin 2022 (sortie nationale)
  - Belgique, Royaume-Uni : 1er juin 2022
  - Suisse : 2 juillet 2022 (Festival international du film fantastique de Neuchâtel 2022)
- Classification :
  - Royaume-Uni : interdit aux moins de 15 ans
  - France : interdit aux moins de 12 ans avec avertissement

## Distribution
- Jessie Buckley (VF : Laetitia Coryn ; VQ : Julie Beauchemin) : Harper Marlowe
- Rory Kinnear (VF : Xavier Fagnon ; VQ : Thiéry Dubé) : Geoffrey - le policier - Landford - Samuel - Vicar (plusieurs rôles pour une même personne)
- Gayle Rankin (VF : Chantal Baroin ; VQ : Manon Leblanc) : Riley, l'amie de Harper qui lui parle principalement au téléphone
- Paapa Essiedu (VF : Eilias Changuel ; VQ : Fayolle Jean Jr.) : James, le mari défunt de Harper
- Sarah Twomey : Frieda, la policière
- Sonoya Mizuno : l'opératrice de police au téléphone (voix)

Version française
- Studio de doublage : Dubbing Brothers
- Direction artistique : Déborah Perret

## Production

### Genèse et développement
En janvier 2021, il est annoncé qu'Alex Garland va écrire et réaliser un film avec Jessie Buckley et Rory Kinnear dans les rôles principaux. La présence de Paapa Essiedu est ensuite confirmée.

### Tournage
Le tournage commence en mars 2021 et se déroule au Royaume-Uni,, dans le Gloucestershire. Les prises de vues s'achèvent en mai 2021.

## Accueil

### Accueil critique
En France, le site Allociné propose une moyenne de 3,4/5 à partir de l'interprétation des critiques de presse recensées.